# Jesse stamträd

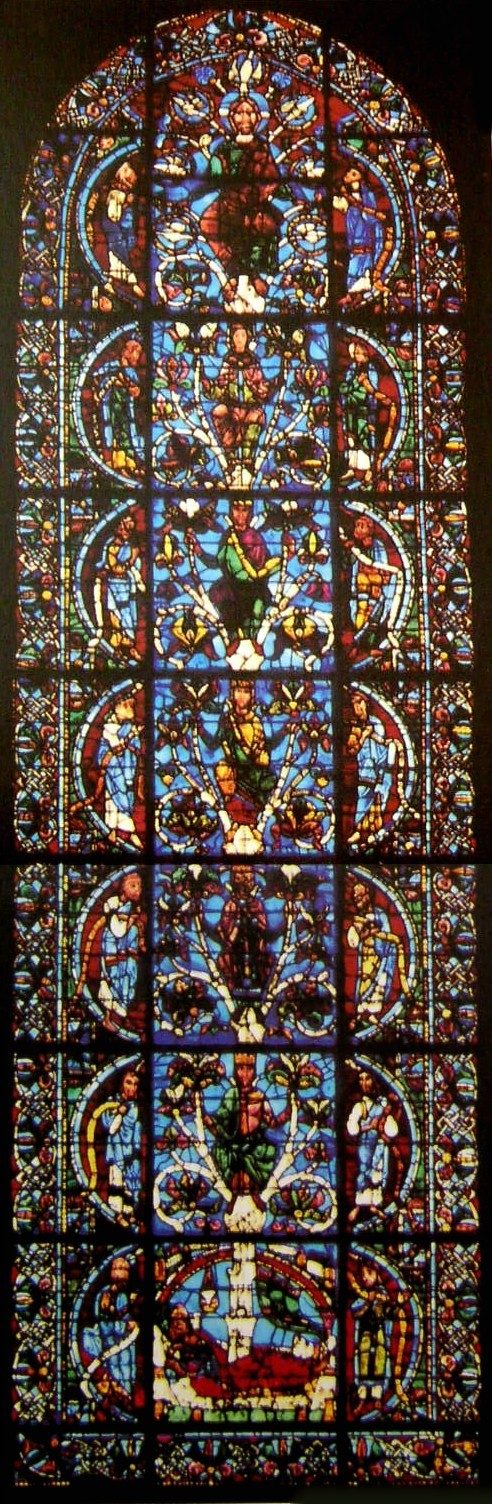
Den äldsta kända kompletta illustrationen av Jesse rot är ett glasfönster från 1140-1150 och finns i katedralen i Chartres.

Jesse stamträd, Jesse rot eller Jesseträdet refererar till Jesse vilket är en äldre namnform för Davids far Jishaj. I Jesaja 11 finns en profetia om ett skott ur Judas kungahus, som i Nya Testamentet tolkas som en profetia om Jesus och Jesu härkomst. Detta har ofta framställts i bildkonsten, speciellt under medeltiden, som ett träd som växer upp ur kroppen på en sovande Jesse.